# Diario de Ibiza
El Diario de Ibiza es un periódico español de información local de las islas de Ibiza y Formentera que se ha editado, con esporádicas interrupciones y bajo el control de diferentes propietarios, desde 1893 hasta la actualidad. En la actualidad forma parte del grupo Prensa Ibérica. Desde noviembre de 2016 está dirigido por Cristina Martín Vega. 

## Historia
El diario apareció el 1 de agosto de 1893, como resultado de la confluencia de los semanarios Ibiza, El Coco de Ibiza y La Gaviota, que desaparecieron para dar paso el nuevo diario. Su primer director fue el propio fundador, el impresor Francisco Escanellas Suñer, y su redacción —situada entonces en la calle de Amadeo I de la ciudad de Ibiza— estaba formada por Felipe Curtoys Valls, Antoni Pujol Torres, Lucas Costa Ferrer, Bartolomé de Roselló Tur y el mismo Francisco Escanellas, que era también el propietario de la imprenta donde se editaba el periódico. Era un producto modesto de dos páginas a tres columnas que costaba cinco céntimos de peseta por ejemplar.  
Durante su primera etapa, que se prolongó hasta 1899, Es Diari', como ya era conocido popularmente, incluía comunicados, edictos y bandos municipales e informaba a sus lectores sobre los principales temas de interés público de ámbito local, nacional e internacional , con especial atención especial a las guerras de independencia de Cuba, Puerto Rico y Filipinas, donde lucharon docenas de ibicencos y formenterenses. Llegó a coexistir con otro diario local, La Voz de Ibiza.
En 1991, la empresa editora del Diario de Ibiza fue adquirida a la familia Verdera Ribas por el grupo de prensa regional Editorial Prensa Ibérica (EPI), propiedad del editor Francisco Javier Moll de Miguel. Al comienzo de esta nueva etapa empresarial fue nombrado director José Eduardo Iglesias (mayo de 1991 - mayo de 1992) y tras él ocuparon el cargo los también periodistas Javier Llopis (mayo de 1992 - marzo de 1993), José Antonio Martínez Vega (marzo de 1993 - mayo de 1994), Joan Serra Tur (mayo de 1994 - noviembre de 2016) y Cristina Martín Vega, que en noviembre de 2016 se convirtió en primera mujer al frente del periódico .
El 14 de noviembre de 1998 se inauguró en Internet la edición digital del diario www.diariodeibiza.es.